# Parigi-Nizza 1980
La Parigi-Nizza 1980, trentottesima edizione della corsa, si svolse dal 5 al 12 marzo su un percorso di 1 037 km ripartiti in sette tappe (la prima e la settima suddivisa in due semitappe) precedute da un cronoprologo. Fu vinta dal francese Gilbert Duclos-Lassalle davanti allo svizzero Stefan Mutter e all'olandese Gerrie Knetemann.

## Tappe
| Tappa  | Data     | Percorso                                | km    | Vincitore di tappa     | Leader cl. generale     |
| ------ | -------- | --------------------------------------- | ----- | ---------------------- | ----------------------- |
| Prol.  | 5 marzo  | Issy-les-Moulineaux (cron. individuale) | 4,3   | Gerrie Knetemann       | Gerrie Knetemann        |
| 1ª-1ª  | 6 marzo  | Barbizon > Nemours (cron. a squadre)    | 32    | Bianchi-Piaggio        | Knut Knudsen            |
| 1ª-2ª  | 6 marzo  | Nemours > Auxerre                       | 116   | Jan Raas               | Knut Knudsen            |
| 2ª     | 7 marzo  | Auxerre > Château-Chinon                | 187   | Tommy Prim             | Tommy Prim              |
| 3ª     | 8 marzo  | Château-Chinon > Villefranche-sur-Saône | 187   | Noël Dejonckheere      | Tommy Prim              |
| 4ª     | 9 marzo  | Villefranche-sur-Saône > Saint-Étienne  | 131   | Pierre Bazzo           | Gilbert Duclos-Lassalle |
| 5ª     | 10 marzo | Saint-Étienne > Villard-de-Lans         | 185   | Klaus-Peter Thaler     | Gilbert Duclos-Lassalle |
| 6ª     | 11 marzo | Digne-les-Bains > Mandelieu-la-Napoule  | 143   | Jean-Luc Vandenbroucke | Gilbert Duclos-Lassalle |
| 7ª-1ª  | 12 marzo | Mandelieu-la-Napoule > Nizza            | 57    | Rik Van Linden         | Gilbert Duclos-Lassalle |
| 7ª-2ª  | 12 marzo | Nizza > Col d'Èze (cron. individuale)   | 11    | Gerrie Knetemann       | Gilbert Duclos-Lassalle |
| Totale | Totale   | Totale                                  | 1 037 |                        |                         |

## Dettagli delle tappe

### Prologo
- 5 marzo: Issy-les-Moulineaux > Issy-les-Moulineaux (cron. individuale) – 4 km

Risultati
| Pos. | Corridore        | Squadra    | Tempo |
| ---- | ---------------- | ---------- | ----- |
| 1    | Gerrie Knetemann | TI-Raleigh | 5'53" |
| 2    | Daniel Willems   | Ijsboerke  | a 5"  |
| 3    | Knut Knudsen     | Bianchi    | a 10" |

| Pos. | Corridore        | Squadra    | Tempo |
| ---- | ---------------- | ---------- | ----- |
| 1    | Gerrie Knetemann | TI-Raleigh | 5'53" |
| 2    | Daniel Willems   | Ijsboerke  | a 5"  |
| 3    | Knut Knudsen     | Bianchi    | a 10" |

### 1ª tappa - 1ª semitappa
- 6 marzo: Barbizon > Nemours (cron. a squadre) – 32 km

Risultati
| Pos. | Squadra       | Tempo   |
| ---- | ------------- | ------- |
| 1    | Bianchi I     | 42'55"  |
| 2    | TI-Raleigh I  | a 22"   |
| 3    | TI-Raleigh II | a 1'17" |

| Pos. | Corridore        | Squadra    | Tempo  |
| ---- | ---------------- | ---------- | ------ |
| 1    | Knut Knudsen     | Bianchi    | 48'58" |
| 2    | Gerrie Knetemann | TI-Raleigh | a 9"   |
| 3    | Silvano Contini  | Bianchi    | a 15"  |

### 1ª tappa - 2ª semitappa
- 6 marzo: Nemours > Auxerre – 116 km

Risultati
| Pos. | Corridore         | Squadra    | Tempo    |
| ---- | ----------------- | ---------- | -------- |
| 1    | Jan Raas          | TI-Raleigh | 3h36'26" |
| 2    | Rik Van Linden    | DAF Trucks | s.t.     |
| 3    | Noël Dejonckheere | Teka       | s.t.     |

| Pos. | Corridore        | Squadra    | Tempo    |
| ---- | ---------------- | ---------- | -------- |
| 1    | Knut Knudsen     | Bianchi    | 4h25'24" |
| 2    | Gerrie Knetemann | TI-Raleigh | a 9"     |
| 3    | Silvano Contini  | Bianchi    | a 15"    |

### 2ª tappa
- 7 marzo: Auxerre > Château-Chinon – 187 km

Risultati
| Pos. | Corridore        | Squadra     | Tempo    |
| ---- | ---------------- | ----------- | -------- |
| 1    | Tommy Prim       | Bianchi     | 5h00'58" |
| 2    | Godi Schmutz     | Cilo-Aufina | s.t.     |
| 3    | Sven-Åke Nilsson | Miko        | s.t.     |

| Pos. | Corridore        | Squadra    | Tempo    |
| ---- | ---------------- | ---------- | -------- |
| 1    | Tommy Prim       | Bianchi    | 9h26'48" |
| 2    | Knut Knudsen     | Bianchi    | a 45"    |
| 3    | Gerrie Knetemann | TI-Raleigh | a 54"    |

### 3ª tappa
- 8 marzo: Château-Chinon > Villefranche-sur-Saône – 187 km

Risultati
| Pos. | Corridore          | Squadra   | Tempo    |
| ---- | ------------------ | --------- | -------- |
| 1    | Noël Dejonckheere  | Teka      | 4h44'27" |
| 2    | Daniel Willems     | Ijsboerke | s.t.     |
| 3    | Klaus-Peter Thaler | Teka      | s.t.     |

| Pos. | Corridore  | Squadra | Tempo     |
| ---- | ---------- | ------- | --------- |
| 1    | Tommy Prim | Bianchi | 14h11'15" |

### 4ª tappa
- 9 marzo: Villefranche-sur-Saône > Saint-Étienne – 131 km

Risultati
| Pos. | Corridore               | Squadra          | Tempo    |
| ---- | ----------------------- | ---------------- | -------- |
| 1    | Pierre Bazzo            | La Redoute       | 3h32'27" |
| 2    | Gilbert Duclos-Lassalle | Peugeot          | s.t.     |
| 3    | Johan van der Meer      | HB Alarmsystemen | a 1'36"  |

| Pos. | Corridore               | Squadra    | Tempo     |
| ---- | ----------------------- | ---------- | --------- |
| 1    | Gilbert Duclos-Lassalle | Peugeot    | 17h46'26" |
| 2    | Stefan Mutter           | TI-Raleigh | a 2'25"   |
| 3    | Pierre Bazzo            | La Redoute | a 2'29"   |

### 5ª tappa
- 10 marzo: Saint-Étienne > Villard-de-Lans – 185 km

Risultati
| Pos. | Corridore          | Squadra    | Tempo    |
| ---- | ------------------ | ---------- | -------- |
| 1    | Klaus-Peter Thaler | Teka       | 4h47'50" |
| 2    | Daniel Willems     | Ijsboerke  | s.t.     |
| 3    | Gerrie Knetemann   | TI-Raleigh | s.t.     |

| Pos. | Corridore               | Squadra    | Tempo     |
| ---- | ----------------------- | ---------- | --------- |
| 1    | Gilbert Duclos-Lassalle | Peugeot    | 22h44'11" |
| 2    | Stefan Mutter           | TI-Raleigh | a 2'30"   |
| 3    | Silvano Contini         | Bianchi    | a 3'22"   |

### 6ª tappa
- 11 marzo: Digne-les-Bains > Mandelieu-la-Napoule – 143 km

Risultati
| Pos. | Corridore              | Squadra    | Tempo    |
| ---- | ---------------------- | ---------- | -------- |
| 1    | Jean-Luc Vandenbroucke | La Redoute | 3h48'49" |
| 2    | Rudy Pevenage          | Ijsboerke  | a 2'37"  |
| 3    | Charly Berard          | Puch       | a 3'22"  |

| Pos. | Corridore               | Squadra    | Tempo     |
| ---- | ----------------------- | ---------- | --------- |
| 1    | Gilbert Duclos-Lassalle | Peugeot    | 26h36'41" |
| 2    | Stefan Mutter           | TI-Raleigh | a 2'44"   |
| 3    | Silvano Contini         | Bianchi    | a 3'32"   |

### 7ª tappa - 1ª semitappa
- 12 marzo: Mandelieu-la-Napoule > Nizza – 57 km

Risultati
| Pos. | Corridore      | Squadra    | Tempo    |
| ---- | -------------- | ---------- | -------- |
| 1    | Rik Van Linden | DAF Trucks | 1h31'59" |
| 2    | Daniel Willems | Ijsboerke  | s.t.     |
| 3    | Guy Sibille    | Peugeot    | s.t.     |

| Pos. | Corridore               | Squadra    | Tempo     |
| ---- | ----------------------- | ---------- | --------- |
| 1    | Gilbert Duclos-Lassalle | Peugeot    | 28h08'40" |
| 2    | Stefan Mutter           | TI-Raleigh | a 2'44"   |
| 3    | Silvano Contini         | Bianchi    | a 3'32"   |

### 7ª tappa - 2ª semitappa
- 12 marzo: Nizza > Col d'Èze (cron. individuale) – 11 km

Risultati
| Pos. | Corridore        | Squadra    | Tempo  |
| ---- | ---------------- | ---------- | ------ |
| 1    | Gerrie Knetemann | TI-Raleigh | 20'28" |
| 2    | Michel Laurent   | Peugeot    | a 16"  |
| 3    | Tommy Prim       | Bianchi    | a 28"  |

| Pos. | Corridore               | Squadra    | Tempo     |
| ---- | ----------------------- | ---------- | --------- |
| 1    | Gilbert Duclos-Lassalle | Peugeot    | 28h49'48" |
| 2    | Stefan Mutter           | TI-Raleigh | a 3'02"   |
| 3    | Gerrie Knetemann        | TI-Raleigh | a 3'46"   |

## Classifiche finali

### Classifica generale
| Pos. | Corridore               | Squadra                    | Tempo     |
| ---- | ----------------------- | -------------------------- | --------- |
| 1    | Gilbert Duclos-Lassalle | Peugeot-Esso-Michelin      | 28h49'48" |
| 2    | Stefan Mutter           | Ti-Raleigh-Creda           | a 3'02"   |
| 3    | Gerrie Knetemann        | Ti-Raleigh-Creda           | a 3'46"   |
| 4    | Tommy Prim              | Bianchi-Piaggio            | a 4'04"   |
| 5    | Silvano Contini         | Bianchi-Piaggio            | a 4'46"   |
| 6    | Knut Knudsen            | Bianchi-Piaggio            | a 5'11"   |
| 7    | Henk Lubberding         | Ti-Raleigh-Creda           | a 5'46"   |
| 8    | Jean-Luc Vandenbroucke  | La Redoute-Motobecane      | a 6'36"   |
| 9    | Pierre Bazzo            | La Redoute-Motobecane      | a 7'17"   |
| 10   | Sven-Åke Nilsson        | Miko-Mercier-Vivagel-Volvo | a 7'24"   |